# Le vergini di Dunwich
Le vergini di Dunwich è un film del 1970 diretto da Daniel Haller e tratto dal racconto L'orrore di Dunwich di H.P. Lovecraft.
Si tratta del terzo ed ultimo film realizzato dall'American International Pictures ad essere tratto da un'opera di Lovecraft.

## Trama
Wilbur Whateley, ultimo membro di una famiglia nobile dedita alla stregoneria, vorrebbe mettere le mani sul Necronomicon, potente libro di magia la cui unica copia esistente è situata presso l'Università di Miskatonic per essere studiata dal professor Armitage. Whateley, utilizzando i suoi poteri ipnotici, seduce e attira Nancy, allieva del professore, nella sua villa dove intende sacrificarla per risvegliare antiche e malefiche divinità.

## Produzione
L'American International Pictures aveva annunciato l'inizio delle riprese di un film tratto dal racconto L'orrore di Dunwich già nel 1963.

## Curiosità
- Per la sua interpretazione Sandra Dee venne pagata 65.000 dollari più il 5% dei profitti del film[2].
- Fu l'ultimo film interpretato da Ed Begley, che morì tre mesi dopo l'uscita del film nei cinema.